# 渡辺久信
渡辺 久信（わたなべ ひさのぶ、1965年8月2日 - ）は、群馬県勢多郡新里村（現：桐生市）出身の元プロ野球選手（投手、右投右打）、元プロ野球監督、野球解説者、野球評論家。
前橋工業高校から1983年のプロ野球ドラフト会議で西武ライオンズ（現：埼玉西武ライオンズに1位指名されて入団、最多勝利を3回獲得するなどパシフィック・リーグを代表する本格派右腕として活躍した。現役時代の通算成績は125勝110敗27セーブ。引退後は2005年から2007年まで西武二軍の監督、2008年から2013年まで一軍監督を務めた後、2019年から2024年まで同球団のゼネラルマネージャー (GM) を務めた。2024年5月27日から同シーズン終了までは、成績不振で休養した松井稼頭央監督に代わって監督代行を務めた。

## 経歴

### プロ入り前
新里村野（現：桐生市新里町野）出身。出身小中学校は新里村立新里中央小学校、新里村立新里中学校である。新里中央小3年生で野球を始め、4年生で地元の少年野球チーム「新里ジュニア」に入団、6年生の春と夏などの県大会で準優勝を果たした。当時のコーチは渡辺について、当時から「プロ野球選手になって、親に楽をさせたい」と語っていたことや、3ボール0ストライクからでもカーブを3球続けて投げて三振を取れるような投手だったこと、そして体が丈夫だったことなどを語っている。またハイジャンプでは小学6年生の時に1.42 mを記録し、中学3年生の時には郡大会で1.75 mを、高校3年生の時には1.80 mをそれぞれクリアした。
中学時代から球速140 km/hに近いストレートを投げており、県の高校野球界でも注目の的だったが、自身は桐生高校を志望していた。当時の桐生高校は、阿久沢毅・木暮洋のコンビで甲子園を席巻した直後であり、桐生高校側としても次代のエースとしての期待を込めて、受け入れ態勢を準備しており、専属の家庭教師をつけて受験勉強を開始したが、生来の勉強嫌いもあって3日で受験を断念し、前橋工業高校に入学した。高校時代は1年生から野球部のエースとして活躍し、1981年夏の甲子園大会に出場したが、初戦で京都商業高校に4対5のサヨナラ負けを喫した。しかし、この試合では完投している。結局、高校時代の3年間で甲子園出場はこの1度のみだったが、当時の野球部監督だった高橋幸男は、渡辺は当時から素晴らしい速球の持ち主だったと語っている。高校2年生だった1982年に監督が高橋から狩野学に交代、同年の夏の県大会準決勝で東農大二高の阿井英二郎と投げ合って敗れた。3年生だった1983年春は県大会に続き、関東大会も優勝。夏の県大会では決勝戦まで進むが、同年7月30日に群馬県立敷島公園野球場で行われた太田工業高校との決勝戦では延長11回裏に押し出し四球でサヨナラ負けを喫し、甲子園出場を逃した。この試合は試合前から渡辺と太田工業の青柳との投手戦として注目されており、32年後の2015年時点でも県内の高校野球ファンの間で語り草となっている。同年は14試合に登板して投球回109、奪三振106を記録した。
1983年11月22日に開催されたプロ野球ドラフト会議で、西武ライオンズは東海大学の高野光（4球団競合の末に1ヤクルトスワローズが交渉権を獲得）を1位指名するも抽選で外れ、その外れ1位として渡辺を指名、渡辺は同月24日に西武球団チーフスカウトの浦田直治や担当スカウトの長谷川一夫と面談して入団の意向を表明、同年12月10日に契約金4500万円、年俸400万円で仮契約、同月13日に入団発表が行われた。渡辺は在京セントラル・リーグ球団を志望しており、パシフィック・リーグ球団の場合は1位指名が入団の条件だと考えていたという。当時の最高球速は147 km/hで、本人は当時読売ジャイアンツ（巨人）で活躍していた槙原寛己のようにストレートで押せる投手、そして西武のエースを目指していた。また、当時は毎日7 - 8 kmの早朝ランニングを日課としていた。なお、群馬県出身者としては初のドラフト1位指名選手である。

### 現役時代

#### 西武時代
快速球とフォークを武器に1年目の1984年から一軍に定着した。同年6月29日に対日本ハムファイターズ戦で9回からリリーフとしてプロ初登板し、2奪三振、無失点を記録した。同年8月18日の対ロッテオリオンズ戦で、プロ初勝利を完投で飾る。
2年目の1985年は先発とリリーフを兼任してシーズン43試合に登板して11セーブを挙げ、1985年の日本シリーズにも登板した。特に6月には当時のパシフィック・リーグタイ記録となる6試合連続セーブを挙げ、8勝11セーブの活躍で西武のリーグ3連覇に貢献した。
3年目の1986年は先発ローテーションの柱となり、リーグ最多の16勝を挙げて最多勝を獲得した。また最高勝率、ベストナインを受賞、リーグ最多奪三振にもなったが、最多奪三振がパ・リーグでのタイトルとなったのは1989年以降であるため、当時は表彰はされなかった。
1988年、1990年もそれぞれ15勝、18勝を挙げて最多勝を獲得するなど、東尾修・工藤公康・郭泰源・松沼博久らとともに西武黄金時代の柱としてチームを支えた。
1988年、15勝7敗で最多勝を獲得し、3連覇に貢献。中日ドラゴンズとの日本シリーズ第1戦、第5戦に登板し、セ・リーグ最多勝の小野和幸と投げ合い、第1戦は8回途中を1失点に抑え勝ち投手になり、第5戦は3回途中4失点（自責点は3）で勝ち負けつかなかったが、日本一に貢献した。
1989年10月12日、熾烈な優勝争いの天王山となった近鉄バファローズとのダブルヘッダー第1試合で途中登板したものの、ラルフ・ブライアントに勝ち越しソロ本塁打を打たれた。結局西武は同日のダブルヘッダーを2試合とも落とし、同年の優勝を逃す要因となった（10.19の項も参照）。渡辺は引退の記者会見で、最も心に残る場面として「後悔しないように、一番自信があった直球で勝負を挑んで、モノの見事に打たれた」と、この場面をとりあげている。
1990年5月9日の日本ハムファイターズ戦に先発した渡辺は、9回までノーヒットピッチングだったが、西武打線も柴田保光の前に無得点に抑えられ、延長戦となった。10回もノーヒットを続けたが、11回に小川浩一にヒットを許し、ノーヒットノーラン達成はならなかった。試合は12回表に西武が先制、渡辺は11回無失点で勝利投手になった。巨人との日本シリーズでも1988年の日本シリーズに続いて開幕投手を務め、チーム4連勝の勢いを付ける完封勝利を記録した。渡辺は1986年から1990年までの5年間で69勝（うち15勝以上4回）という成績を収め、ライオンズ黄金期の中盤を支えた。
1991年は、開幕戦を完投勝利で飾った後は打ち込まれる日が続き、5月4日の近鉄戦では1回もたずにKOされ、自ら二軍（イースタン・リーグ）での再調整を申し出て一軍登録を抹消される。その後も振るわず、自身初の防御率4点台を記録し、勝敗も初めてシーズン負け越しを記録した。広島東洋カープとの日本シリーズでは第3戦に登板し、2年連続初登板完封勝利を記録。チーム日本一に貢献した。同年以降、渡辺の成績は下降線を辿るが、代わって工藤が安定した成績を収めるようになり、長期にわたるライオンズ黄金期が生まれた。
1992年10月10日の日本ハム戦では打席に入り、左前安打を記録した。当時は交流戦がなく、これは同年のヤクルトスワローズとの日本シリーズを見据えた采配であり、同試合では同僚の潮崎哲也、石井丈裕も打席に立ったが、三振を喫しなかったのは渡辺だけであった。その後パ・リーグでの投手の安打は2001年9月29日でジェレミー・パウエル（同じく日本シリーズを見据えて送りバントをしたがそれが内野安打となった）まで、約9年間記録されなかった（松坂大輔が2000年に安打を記録しているが代打での記録であり、投手として記録したものではない）。
1993年、シーズンでは自己ワーストの14敗を記録（この年のリーグワースト2位の敗戦数）。一方でヤクルトとの日本シリーズでは第3戦で勝利投手になり、日本シリーズ新記録となる自身6連勝を記録したが、第7戦で敗戦投手となり日本一を逃した。なお自身のシリーズ敗戦投手は1986年の日本シリーズ以来の11試合ぶりの敗戦投手（リリーフ登板）で先発登板での敗戦投手はこれが最初で最後だった。
1994年は、４シーズンぶりに勝ち越し、自身最後の規定投球回をクリアしたシーズンとなった。9勝8敗の成績でチームの5年連続リーグ優勝に貢献した。巨人との日本シリーズでは2年ぶりに開幕投手を務め、自身最後のシリーズ勝利投手（通算7勝目であったが、全ての勝利は相手側球場での勝利で一度も本拠地での勝利は挙げられなかった）となったが、チームは日本一を逃した。11月5日の契約更改で1億2800万円から65％アップの年俸2億1000万円の提示に満足してサインした。実は、この金額は、“新年俸”1億6000万円に“引き留め料”の5000万円が加算されたものだったが、渡辺自身は記者会見で「FA宣言はしていませんよ」とコメントし、純粋な大幅年俸アップと思い込んでいたようだ。報道陣から「それはFAを行使したことになるんだよ」と指摘された渡辺は「知らなかった」とビックリ仰天したものの、「まあ、西武に残るつもりで、ここに来たし、球団の誠意も感じられたからいいです」と自らを納得させていた。
1995年、東尾が監督に就任し、シーズン初登板こそ先発で延長10回途中まで無失点の好投はしたが、それ以降先発で4試合全て負けて4連敗となった。次の登板で先発勝利したが、内容の悪さから中継ぎに降格となり、リリーフ初登板で失点し、シーズンの大半を二軍で過ごすことになった。終盤に一軍に昇格し抑えを経験した。先発では7試合1勝4敗防御率6.43が、復帰後抑えに回ってからは11試合2勝0敗5セーブ防御率1.65の好成績だったが、本人の先発志向が強かったため、翌年も先発投手としてシーズンを迎えた。
1996年6月11日のオリックス・ブルーウェーブ戦（西武ライオンズ球場）でNPB史上63人目のノーヒットノーランを達成した。シーズンでは、開幕から先発ローテーションに入り、チームが下位に低迷する中でノーヒットノーランを記録した6月まで、西口文也の9勝に次ぐ6勝（4敗）と奮闘していたが、6月末から8月末まで5連敗し、チームが若手主体に切り替えたことにより二軍降格し、そのままシーズンを終える形になった。
1997年は主に谷間の先発を務めたが、プロ入り初の一軍未勝利に終わり、ヤクルトとの日本シリーズでも第3戦の8回にリリーフ登板したが、伊東勤が出した変化球のサインを見間違えストレートを投げた結果、先頭打者の古田敦也に勝ち越し本塁打を打たれ、さらに投手の高津臣吾に適時打を打たれるなど不本意な結果となった。
同年オフ、西武はチームの若返りを目指す球団方針から渡辺のトレードを検討したが、高額年俸（推定1億1300万円）がネックになったことから、11月23日に戦力外通告を言い渡した。渡辺は現役続行を希望し、セ・パ合わせて2、3球団から入団の打診を受け、登板機会の多そうなチームへの入団を希望していた。同年12月5日、野村克也が監督を務めるヤクルトへ入団することが決まった。背番号は21で、契約条件は年俸3000万円+出来高最高3000万円であり、退団が決まっていたテリー・ブロスや吉井理人の穴を埋める先発投手としての活躍を期待されていたヤクルトを移籍先に選んだ理由は、「『野村ID野球』を学んでみたい」との思いからであった。その際に、ヤクルトの前に管理部長の根本陸夫からダイエーへの移籍を誘われたが、関東に残りたいという気持ちがあったので、移籍は実現しなかった。

#### ヤクルト時代
1998年は、『野村再生工場』での復活を期待されたが、速球にこだわるが故に速球を痛打される機会が目立った。5月20日の横浜ベイスターズ戦で3年ぶりの完投勝利を挙げた（自身の連敗は8でストップ）が、主に中継ぎに甘んじ、19試合の登板で1勝5敗、1セーブ、防御率4.23の成績で終わった。ただ、本人は後に「野村さんの下で1年やってみて、指導することの面白さを感じていました」とも語っており、野村の下で自らの野球経験を理論化し整理する良い機会になったとしている。
同年オフには伊東昭光とともに現役引退を申し入れ、同年10月15日に了承された。プロ通算成績は15年間で389試合登板、125勝110敗、27セーブだった。

#### 台湾時代
引退決断後、テレビ朝日・テレビ埼玉・文化放送野球解説者として専属契約を交わしたものの、東尾の勧めによって、指導者の勉強のため急遽台湾に渡ることとなり、台湾大聯盟・嘉南勇士の投手コーチに就任。
先輩の東尾や西武ファンの吉永小百合との会食の席で、話題が出ると、東尾は「ナベがいずれ日本で指導者をやるというのなら、一度台湾で勉強してきた方が絶対タメになるぞ。真剣に考えてみろ」と、すぐ家に帰って嫁と相談してこいといきなり言い出す。その夜、直帰後に家族会議を開いて台湾行きを決断。
しかし、言葉による意思疎通が困難であったことから、当時台湾大聯盟で技術顧問を務めていた郭泰源に通訳を手配してくれるよう要請したところ、「言葉が通じないのであれば（渡辺が）自ら投げて身をもって教えればよい」とアドバイスを受けて急遽選手兼任となり、現役に復帰することになった。中国語の家庭教師を雇って学んだ結果、1年ほどで日常会話程度はこなせるようになり、ヒーローインタビューに中国語で答えることもあった。ヒーローインタビューでは覚えた中国語で「みんなありがとう!今夜は飲みましょう!」と叫び、球場を盛り上げた。
指導という名目もあり、日本時代のような速球中心のプライドが邪魔をせず、ヤクルト時代に野村から習得を指示されていた、緩いカーブやシュート等緩急を駆使した投球の結果、入団1年目から18勝で最多勝・最優秀防御率のタイトルを獲得（三振も1位だったが当時の台湾大聯盟では最多奪三振のタイトルは存在しなかった）するなど、台湾球界を代表するエースとして活躍した。また、西武在籍当時の同僚であった郭や、台湾に来た石井丈裕らとともに台湾球界の発展に努め、日本で活躍の場に恵まれない選手にも道を開いた。
先発すると7回か8回まで投げ、最終回は投手コーチとしてマウンドの若い選手へアドバイスを送り、チームの投手部門の殆ど全てを任されていたため、自分が交代する時は自らタイムをかけて監督を呼ぶ自己申告制であった。
伸び悩むサイドスロー投手の参考になればと、自身が1試合サイドスローで投げたら、完封勝利したこともあった。
鶏や豚だと思って食べていた肉料理が、実は田圃に棲む体長40-50cmの野ネズミだと聞かされて、噎せ返りそうになったこともあった。渡辺も台湾の選手やコーチと酒を飲み、料理を頬張りながら、台湾の文化や慣習に馴染もうと努めた。休日には一人でバスや電車に乗り、知らない町を散策し、時には原付バイクで行くこともあった。夕暮れ時には屋台や食堂にふらりと立ち寄り、居合わせたファンと野球談義に花を咲かせたこともあった。
オフの日は一人旅で台湾各地を歩き、声を掛けて来た地元の人と朝の4時まで飲み明かしたこともあり、台湾での人付き合いで酒が異様に強くなった。コーチ業では日本での選手生活晩年に二軍生活を経験したことが生き、若手との距離を縮め、自ら歩み寄り飛び込んでいった。後に3年間の台湾生活を「第二の青春時代だった」と振り返っている。
2001年シーズン途中に現役を引退し、コーチ業に専念した。台湾での経験について、渡辺は自著『寛容力』の冒頭で「指導者としての原点は台湾での3年間にある」と語っている。

### 引退後
引退後はテレビ朝日・テレビ埼玉・文化放送野球解説者、日刊スポーツ野球評論家を経て、2004年に二軍投手コーチとして西武に復帰。2005年から2006年は二軍監督兼投手コーチ、2007年は二軍監督専任となる。在任中は正津英志の復活に尽力した。

#### 西武監督時代
2007年10月11日、2008年から伊東勤の後任として一軍監督に就任することが発表された。当初の任期は2009年までの2年間で、契約金と年俸は各5000万円、背番号は99。群馬県出身者のプロ野球監督は、1978年から1980年まで中日の監督を務めた中利夫以来2人目である。西武は同月5日に伊東が成績不振から辞任しており、球団は創設30周年を迎える2008年シーズンを前に球団OBを中心に後任を探した結果、チーム事情に詳しく、若手育成の手腕にも定評があった渡辺を後任としてチーム再建を図った。渡辺は球団主導で招聘された黒江透修をヘッドコーチに据え、自ら小野和義・大久保博元・清家政和・熊澤とおるをコーチとして招聘、チーム力を底上げし前年度Bクラスのチームを就任1年目で優勝に導いた。
リーグ優勝時には人目を憚ることなく涙を流し、「こんなに泣いたのはオグリキャップの引退レース（第35回有馬記念）以来だ」とのコメントを残した。ポストシーズンでは、クライマックスシリーズセカンドステージで日本ハムを4勝2敗（アドバンテージ含む）で破って日本シリーズに進出し、日本シリーズでは巨人を4勝3敗で破り、チームを4年ぶりの日本一に導いた。さらにアジアシリーズも制覇し、功績を評価され2008年の正力松太郎賞に選出された。
伊東の場合はレギュラーシーズン2位でプレーオフ・日本シリーズを制しての日本一であったため、西武でシーズン1位と日本シリーズ優勝を両方達成したのは森祇晶監督時代の1992年以来。また、前年Bクラスのチームを新人監督が日本一に導いたのは史上初となった。
2009年は黒江ヘッドコーチが辞任し、さらに大久保打撃コーチが不祥事によって更迭され、チーフコーチに大石友好、打撃コーチに森博幸、打撃コーチ補佐に黒田哲史が就任し首脳陣刷新して迎えるシーズンとなったが、シーズン序盤に抑え投手のアレックス・グラマンが故障で戦線離脱するなど、中継ぎ・抑え投手が軒並み調子を落とし、チームは4位と低迷した。計14回のサヨナラ負けを記録したが、これはパ・リーグにおけるワースト記録であり、両リーグを通じては1988年の広島、1993年の中日ドラゴンズと並ぶワーストタイ記録であった。球団から続投を要請され、新たに2年契約を結んだ。
2010年はリリーフ陣の崩壊で接戦を落とした前年度の反省から一転、ロッテから移籍してきたブライアン・シコースキーを抑え投手に据え、岡本篤志・藤田太陽・長田秀一郎らをセットアッパーとして起用する継投パターンを確立した。9月16日時点では2位のソフトバンクに3.5ゲーム差の首位に立ち、優勝マジック4が点灯していた。しかし、9月18日 - 20日のソフトバンク3連戦で3連敗を喫し0.5ゲーム差に迫られ、9月23日の楽天戦で敗れて2位に転落。9月26日の日本ハム戦で敗れたことでソフトバンクの優勝が決定し、監督3年目は2位で終えた。また、チーム防御率は前身クラウンライター時代以来、33年ぶりのリーグ最下位に転落した。クライマックスシリーズファーストステージでロッテと対戦するが、2試合連続で延長戦に突入した末に2連敗を喫し、シーズンを終えた。その後、進退伺を提出したと報道されたが、「負けっぱなしではいられない」との本人の意向から、2011年シーズンの続投が決定した。
2011年は投手陣の不振が主因となって、前半戦を球団史上15年ぶりの最下位で折り返すこととなった。また、球団史上32年ぶりとなる最大15の負け越しを記録し、7月12日から25日にかけては球団史上初の3カード連続の同一カード3連敗を喫するなどチーム成績は低迷した。後半戦以降、新人の牧田和久を抑え投手として抜擢し、セットアッパーとして起用したミンチェ・岡本篤志の2人と併せて勝ち試合における継投パターンを確立して投手陣をてこ入れし、さらに中島裕之をキャプテンに任命してチームの建て直しを図った。また、3年目の浅村栄斗や新人の秋山翔吾といった若手野手を辛抱強く起用した結果、9月14日から27日にかけて2つの引き分けを挟んで10連勝を記録するなど9月の月間成績を19勝5敗とし、クライマックスシリーズ出場へ望みを繋いだ。3位のオリックスと1ゲーム差の4位で迎えた10月18日のシーズン最終戦（日本ハム戦）に勝利、同日オリックスが敗れたことから、わずか勝率1毛差で3位に浮上しクライマックスシリーズ出場を決めるとともに、最大15あった借金を完済し勝率5割以上の成績で公式戦全日程を終了した。また同日試合終了後、球団からの続投要請を受諾し、1年契約で2012年シーズンも指揮を執ることを表明した。クライマックスシリーズファーストステージにおいては日本ハムを2連勝で破りファイナルステージ進出を決めたが、ファイナルステージにおいてソフトバンクに0勝4敗で敗退した。
2013年、終盤までソフトバンク、ロッテなどのクライマックスシリーズ争いが続き、10月5日にCS進出が決定、9月29日から7連勝で2位に浮上し、最終戦は3位のロッテと2位とCSファーストステージ本拠地開催権をかけての試合で勝利し、8連勝で2位でシーズンを終える。しかしCSファーストステージではロッテに1勝2敗で敗れ、敗退が決まった翌日の10月15日に球団に監督辞任を申し入れ、球団に了承された。渡辺は記者会見で「今年の優勝が楽天に決まったときには、監督を退こうかなと思っていました」と述べた。

#### 監督退任後
2013年10月17日、西武球団シニアディレクターへの就任が発表された。本人は後に、この異動について「今度はフロントとしてチームを見ていきたい、という気持ちが出てきた」「『やるからには根本さんを目指す』と決めました」と語っている。
2017年1月1日、シニアディレクターと兼任で、編成部長への就任が発表された。
2018年10月21日、2019年1月1日付でのゼネラルマネージャーへの就任が発表された。
2024年5月26日、監督の松井稼頭央が同日のオリックス戦を最後に休養に入り、代わりに5月28日の対中日戦から渡辺が兼任で監督代行として指揮を執ることが発表された。渡辺にとって11年ぶりの現場復帰となった。背番号は72で、形式的に「コーチ」として登録されたのち、5月27日付けで監督代行として公示された。監督代行就任後2試合目となる5月29日の対中日戦で初勝利を挙げた。交流戦は4勝14敗の最下位に終わった。就任会見ではAクラス入りを目標に掲げたが、8月30日の日本ハム戦に敗れ就任後の成績を21勝49敗2分けとし、Bクラス入りが決定した。9月10日の日本ハム戦での敗戦により最下位が確定。10月9日のシーズン最終戦後、「GMとしてほとんどの選手の獲得に関わってきた。けじめをつけないといけない。この球団に残るのはおかしいと思う」として退団することを発表した。就任後の成績は34勝61敗3分。
2025年からは日刊スポーツの客員野球評論家と、文化放送・BS朝日の野球解説者として復帰する。

## プレースタイル
常時140km/h台の速球（プロ入り後の最高球速は150km/h）を軸に、スライダー・カーブ・フォークボールを交える典型的な力投型投手であり、コントロールの緻密さには欠けるものの球のキレと球威で勝負するタイプであった。また、1989年・1990年には2年連続で投球回数が200イニングを突破するなど、体力や回復力にも恵まれた投手であった。なお、その投球スタイル故に奪三振が多かった代償として被安打・被本塁打もまた多く、1989年・1990年には最多被安打を、1989年には最多被本塁打を記録している。
もっとも、力投型投手の多くがそうであったように、渡辺もまた力の衰えが見え始めた現役晩年に至っても全盛期のような力で押す投球スタイルから脱却できず、速球を痛打される機会が目立った。当時の西武監督であった東尾からは速球が通用するうちに投球の組み立てを変えるようアドバイスを受けたが、自身の体に残る全盛期のイメージが邪魔をしてモデルチェンジできなかったという。

## 人物

### プロ入り前
小学校5年生から6年生のころ、白血病を罹患していた近所の児童（自身が中学校へ進学した頃に死去）を背負って登校していた。
1983年のドラフト会議で西武から1位指名された後、ある新聞社が渡辺や読売ジャイアンツ（巨人）に1位指名された水野雄仁（徳島県立池田高校）、中日ドラゴンズに1位指名された藤王康晴（享栄高校）との対談会を行ったが、彼ら3人が渋谷の街を歩いていたところ、若い女性たちが同年の選抜大会で活躍した藤王や水野の存在には気づいた一方、渡辺は「もう1人はだれだっけ？」と反応されており、渡辺はこの一件から、甲子園で活躍した者たちに絶対に負けたくないと思ったといい、高校時代の恩師である狩野学にも「甲子園組には負けたくない」と語っていた。前橋工業高校の野球部は毎年1月3日にOBとの親善試合を行っており、渡辺は2007年時点で毎年参加していたという。

### 現役当時
愛称は「ナベ」「ナベQ」。現役時代は、私服でDCブランドを着こなし、さらにグラウンド内外でのファッション・アクションが球界や社会に影響を与え、西武時代のチームメイトであった工藤や清原和博と共に『新人類』と称された。さらに185cmの長身でスリムなことから西崎幸広・阿波野秀幸・星野伸之らと「トレンディエース」と並び称され、女性ファンから絶大な支持を受けていた。入団2年目ごろまではまだ年俸が低かったため、年収の2/3ほどを洋服代に費やし、税金が払えなくなり督促状が届いたこともある。しかし、1991年4月頃から頭髪が薄くなり、さらに台湾へ渡ってからは屋台飯にはまったことが原因で太り気味にもなってしまい、選手達にも「今じゃ信じられないだろうが、昔はこれでも西崎さん・阿波野さんと並んでイケメンと言われていたんだ」と自虐的にジョークを飛ばしている。
現役時代の愛車は最初に買った中古のBMWを除き、メルセデス・ベンツ一筋。当時の西武には土井正博（二軍打撃コーチ）と東尾の名球会コンビ以外は、ベンツに乗ってはならないとする暗黙のルールが存在したが、これを破りプロ入り3年目にベンツを購入し、これ以降多くの同僚選手が相次いでベンツを買ったため、後に「私が“ベンツ解禁”の先駆者になった」と語っている。
入団当時の監督であった広岡達朗の『管理野球』には辟易したと語る。選手寮に入って初めての食事の際、ご飯が茶色い玄米であったことと、冷蔵庫に牛乳が入っておらず豆乳のみであったことに驚かされたという。当時の玄米にしても豆乳にしても現在のような洗練された味ではなかったことから非常に不味かったが、おかずだけは美味しかったために何とかなったと回想している。渡辺自身、管理されるのが最も嫌いな性格であったことから、将来「監督になったら絶対に管理はしないぞ」と誓ったという。その一方で「今思えばその経験が良かったと思う。『新人類』と騒がれても、道は断じて踏み外していない。最初の上司が放任主義者なら、もう今頃はどうなっているか、何をやっているかすら分からない。そういう意味では広岡さんに礎を作ってもらったのかも知れない」、「蹴飛ばされたこともあったが、若いときに広岡さんと出会えたことは僕にとっては幸運だった」と当時を振り返っている。
工藤や清原からは「今までやってきた27年間の中でプロ野球投手としては最高の存在」と高い評価を受けている。工藤によると、素質・筋肉の質・関節の柔軟性がどれを取っても一流で、肺活量は7,500cc（通常プロは6,000cc前後）もあったという。また、工藤は「もう時効だから言いますけど、アイツ中学生の頃から喫煙していたにもかかわらず肺活量が並外れていて、それでいて筋肉の質も超一流。シーズン200イニング以上投げておきながら、試合後はまったくマッサージを受けないで平気でした。僕がマッサージを受けてる横から『工藤さん、お先です』って行って飲みにいってしまったの。今では200イニング投げるピッチャーっていませんよ」と述べている。また、清原はオリックスで引退した2008年、対西武最終戦で渡辺から花束を贈呈された際、「若手の頃に一番可愛がってくれた先輩。本当に感激した。」と号泣した。菊池雄星との対談では、「渡辺監督と潮崎コーチなんて手本が揃ってるチームは滅多にない。特に渡辺監督。あの人についていけばまず大丈夫」とその手腕を絶賛した。
酒の強さも人並み外れており、1年後輩の大久保博元からは「西武時代の同僚で一番酒に強かった」「どんなに飲んでも、二日酔いが人生で一度もない人」と評されている。現役当時は「5人でヘネシー5本は飲む」という中で「一番飲んでるのが僕（大久保）とナベちゃん」だったという。監督となってからも「若い頃と飲みっぷりが変わらなかったし、酔っぱらわない」としている。

### 指導者として
基本的には怒らないことを指導方針としているが、プロ意識を欠いた人間を非常に嫌う。台湾時代には新人ながら素質十分で練習しなくても活躍し、そのため首脳陣も何も口を出さなかった投手を呼びつけて「お前がどんなに優れた才能を持っていても、今の態度じゃ俺達のチームはお前なんていらない」と叱ったり、失策を犯した後に好プレーをした三塁手がコーチとハイタッチしているのを見て、試合後「こんな馴れ合いの環境じゃ、絶対に強くなれないぞ」と怒鳴りつけたりしたこともある。
西武二軍監督時代も「一人前の野球選手になる前に、まずは一人前の社会人にならなければならない」との方針から、若手選手の緊張感を欠いた態度には厳しく接した。
球団本部ゼネラルマネージャーとしては、大久保博元が「選手の幕引きまで考える人」と評している。これは、松坂大輔を古巣の西武に戻して西武の選手として引退させた事実を踏まえた上での評価である
現役時代にブライアントに本塁打を打たれた後で森祇晶監督に配球を責められた経験から、監督時代は結果だけで選手を責めないよう心掛けていたと語っている。

## 詳細情報

### 年度別投手成績
| 年 度     | 球 団     | 登 板 | 先 発 | 完 投 | 完 封 | 無 四 球 | 勝 利 | 敗 戦 | セ 丨 ブ | ホ 丨 ル ド | 勝 率 | 打 者 | 投 球 回 | 被 安 打 | 被 本 塁 打 | 与 四 球 | 敬 遠 | 与 死 球 | 奪 三 振 | 暴 投 | ボ 丨 ク | 失 点 | 自 責 点 | 防 御 率 | W H I P |
| --------- | --------- | ----- | ----- | ----- | ----- | -------- | ----- | ----- | -------- | ----------- | ----- | ----- | -------- | -------- | ----------- | -------- | ----- | -------- | -------- | ----- | -------- | ----- | -------- | -------- | ------- |
| 1984      | 西武      | 15    | 7     | 2     | 0     | 0        | 1     | 1     | 0        | --          | .500  | 219   | 52.2     | 41       | 7           | 29       | 1     | 2        | 38       | 0     | 0        | 24    | 23       | 3.93     | 1.33    |
| 1985      | 西武      | 43    | 15    | 7     | 0     | 0        | 8     | 8     | 11       | --          | .500  | 644   | 152.0    | 132      | 22          | 72       | 2     | 3        | 121      | 0     | 1        | 59    | 54       | 3.20     | 1.34    |
| 1986      | 西武      | 39    | 24    | 13    | 1     | 0        | 16    | 6     | 1        | --          | .727  | 907   | 219.2    | 191      | 22          | 76       | 2     | 6        | 178      | 5     | 0        | 79    | 70       | 2.87     | 1.22    |
| 1987      | 西武      | 30    | 9     | 5     | 1     | 0        | 5     | 3     | 8        | --          | .625  | 434   | 105.2    | 81       | 10          | 42       | 4     | 4        | 74       | 1     | 0        | 43    | 36       | 3.07     | 1.16    |
| 1988      | 西武      | 28    | 25    | 14    | 3     | 0        | 15    | 7     | 0        | --          | .682  | 754   | 185.0    | 163      | 29          | 59       | 2     | 3        | 123      | 4     | 0        | 79    | 74       | 3.60     | 1.20    |
| 1989      | 西武      | 29    | 28    | 17    | 4     | 0        | 15    | 11    | 0        | --          | .577  | 956   | 226.2    | 210      | 34          | 86       | 5     | 4        | 174      | 3     | 0        | 93    | 86       | 3.41     | 1.31    |
| 1990      | 西武      | 30    | 29    | 16    | 2     | 1        | 18    | 10    | 0        | --          | .643  | 944   | 224.1    | 206      | 31          | 84       | 5     | 2        | 172      | 3     | 0        | 77    | 74       | 2.97     | 1.29    |
| 1991      | 西武      | 25    | 23    | 6     | 1     | 0        | 7     | 10    | 0        | --          | .412  | 658   | 151.1    | 142      | 17          | 68       | 3     | 5        | 127      | 7     | 0        | 79    | 74       | 4.40     | 1.39    |
| 1992      | 西武      | 28    | 26    | 8     | 2     | 0        | 12    | 12    | 0        | --          | .500  | 777   | 179.1    | 164      | 17          | 84       | 1     | 4        | 141      | 8     | 0        | 83    | 76       | 3.81     | 1.38    |
| 1993      | 西武      | 26    | 25    | 7     | 1     | 0        | 9     | 14    | 0        | --          | .391  | 692   | 160.0    | 153      | 15          | 70       | 2     | 3        | 143      | 7     | 0        | 72    | 68       | 3.83     | 1.39    |
| 1994      | 西武      | 25    | 24    | 4     | 0     | 0        | 9     | 8     | 0        | --          | .529  | 653   | 146.1    | 149      | 16          | 73       | 2     | 5        | 97       | 14    | 0        | 79    | 71       | 4.37     | 1.52    |
| 1995      | 西武      | 20    | 7     | 0     | 0     | 0        | 3     | 4     | 6        | --          | .429  | 216   | 49.1     | 42       | 7           | 29       | 0     | 1        | 43       | 3     | 0        | 31    | 31       | 5.66     | 1.44    |
| 1996      | 西武      | 20    | 19    | 5     | 2     | 0        | 6     | 9     | 0        | --          | .400  | 509   | 118.1    | 116      | 19          | 50       | 0     | 3        | 92       | 6     | 0        | 66    | 60       | 4.56     | 1.40    |
| 1997      | 西武      | 12    | 7     | 0     | 0     | 0        | 0     | 2     | 0        | --          | .000  | 193   | 43.1     | 42       | 4           | 25       | 0     | 2        | 37       | 1     | 0        | 25    | 20       | 4.15     | 1.55    |
| 1998      | ヤクルト  | 19    | 9     | 1     | 0     | 0        | 1     | 5     | 1        | --          | .167  | 267   | 61.2     | 56       | 9           | 36       | 3     | 2        | 49       | 1     | 0        | 30    | 29       | 4.23     | 1.49    |
| 1999      | 勇士      | 28    | 27    | 8     | 2     | 1        | 18    | 7     | 0        | --          | .720  | 865   | 207.2    | 195      | 11          | 45       | 4     | 5        | 201      | 9     | 0        | 72    | 54       | 2.34     | 1.16    |
| 2000      | 勇士      | 27    | 26    | 7     | 1     | 1        | 15    | 8     | 0        | --          | .652  | 816   | 203.2    | 194      | 13          | 38       | 5     | 4        | 169      | 2     | 0        | 74    | 56       | 2.47     | 1.14    |
| 2001      | 勇士      | 23    | 4     | 3     | 0     | 2        | 2     | 7     | 4        | --          | .222  | 354   | 86.1     | 81       | 8           | 6        | 0     | 2        | 80       | 6     | 0        | 44    | 35       | 3.65     | 1.01    |
| NPB：15年 | NPB：15年 | 389   | 277   | 105   | 17    | 1        | 125   | 110   | 27       | --          | .532  | 8823  | 2075.2   | 1888     | 259         | 883      | 32    | 49       | 1609     | 63    | 1        | 919   | 846      | 3.67     | 1.33    |
| TML：3年  | TML：3年  | 78    | 57    | 18    | 3     | 4        | 35    | 22    | 4        | --          | .614  | 2035  | 497.2    | 470      | 32          | 89       | 9     | 11       | 450      | 17    | 0        | 190   | 145      | 2.62     | 1.12    |

- 各年度の太字はリーグ最高

### 年度別監督成績
レギュラーシーズン
| 年 度     | 球 団     | 順 位     | 試 合 | 勝 利 | 敗 戦 | 引 分 | 勝 率 | ゲ ｜ ム 差            | 本 塁 打               | 打 率                  | 防 御 率               | 年 齡                  |
| --------- | --------- | --------- | ----- | ----- | ----- | ----- | ----- | ---------------------- | ---------------------- | ---------------------- | ---------------------- | ---------------------- |
| 2008年    | 西武      | 1位       | 144   | 76    | 64    | 4     | .543  | -                      | 198                    | .270                   | 3.86                   | 43歳                   |
| 2009年    | 西武      | 4位       | 144   | 70    | 70    | 4     | .500  | 11.0                   | 163                    | .261                   | 4.01                   | 44歳                   |
| 2010年    | 西武      | 2位       | 144   | 78    | 65    | 1     | .545  | 0                      | 150                    | .271                   | 4.19                   | 45歳                   |
| 2011年    | 西武      | 3位       | 144   | 68    | 67    | 9     | .504  | 20.5                   | 103                    | .253                   | 3.15                   | 46歳                   |
| 2012年    | 西武      | 2位       | 144   | 72    | 63    | 9     | .533  | 3.0                    | 78                     | .251                   | 3.24                   | 47歳                   |
| 2013年    | 西武      | 2位       | 144   | 74    | 66    | 4     | .529  | 7.5                    | 86                     | .257                   | 3.54                   | 48歳                   |
| 2024年    | 西武      | 6位       | 98    | 34    | 61    | 3     | .358  | 42.0                   | 60                     | .212                   | 3.02                   | 59歳                   |
| 通算：7年 | 通算：7年 | 通算：7年 | 962   | 472   | 456   | 34    | .509  | Aクラス5回、Bクラス2回 | Aクラス5回、Bクラス2回 | Aクラス5回、Bクラス2回 | Aクラス5回、Bクラス2回 | Aクラス5回、Bクラス2回 |

- 順位の太字は日本一
- 2024年は松井稼頭央監督の休養後、5月27日からシーズン終了まで監督代行。

ポストシーズン
| 年度   | 球団 | 大会名                                                   | 対戦相手                                                     | 勝敗                           |
| ------ | ---- | -------------------------------------------------------- | ------------------------------------------------------------ | ------------------------------ |
| 2008年 | 西武 | パ・リーグ クライマックスシリーズ 2ndステージ(※1)        | 北海道日本ハムファイターズ （パ・リーグ3位）                 | 4勝2敗＝日本シリーズ進出 (※2)  |
| 2008年 | 西武 | 日本シリーズ                                             | 読売ジャイアンツ （セ・リーグ1位）                           | 4勝3敗＝日本一                 |
| 2008年 | 西武 | アジアシリーズ2008予選                                   | 統一セブンイレブン・ライオンズ SKワイバーンズ 天津ライオンズ | 2勝1敗＝決勝戦進出             |
| 2008年 | 西武 | アジアシリーズ2008決勝                                   | 統一セブンイレブン・ライオンズ （予選2位）                   | 1x-0＝アジア王者               |
| 2010年 | 西武 | パ・リーグ クライマックスシリーズ 1stステージ            | 千葉ロッテマリーンズ （パ・リーグ3位）                       | 0勝2敗（敗退）                 |
| 2011年 | 西武 | パ・リーグ クライマックスシリーズ 1stステージ            | 北海道日本ハムファイターズ （パ・リーグ2位）                 | 2勝0敗＝ファイナルステージ進出 |
| 2011年 | 西武 | パ・リーグ クライマックスシリーズ ファイナルステージ(※1) | 福岡ソフトバンクホークス （パ・リーグ1位）                   | 0勝4敗（敗退） (※3)            |
| 2012年 | 西武 | パ・リーグ クライマックスシリーズ 1stステージ            | 福岡ソフトバンクホークス （パ・リーグ3位）                   | 1勝2敗（敗退）                 |
| 2013年 | 西武 | パ・リーグ クライマックスシリーズ 1stステージ            | 千葉ロッテマリーンズ （パ・リーグ3位）                       | 1勝2敗（敗退）                 |

- 勝敗の太字は勝利したシリーズ

※1 2008年以降のクライマックスシリーズ2ndステージ（2010年以降ファイナルステージ）は6試合制で先に4勝したチームの優勝、リーグ優勝チームに1勝のアドバンテージ
※2 アドバンテージの1勝を含む
※3 4敗の中に相手チームのアドバンテージの1勝を含む。
※4 アジアシリーズ2008の詳細は2008年のアジアシリーズの項を参照のこと。

### タイトル
NPB
- 最多勝利：3回（1986年、1988年、1990年）
- 最高勝率：1回（1986年）

TML
- 最多勝利（1999年）
- 最優秀防御率（1999年）

### 表彰
NPB
- ベストナイン：1回（投手部門：1986年）
- ゴールデングラブ賞：1回（投手部門：1990年）
- 日本シリーズ優秀選手賞：2回（1990年、1991年）
- 正力松太郎賞：1回（2008年）※監督として表彰

その他
- 新語・流行語大賞 流行語部門金賞（1986年、「新人類」、清原和博・工藤公康と共同で受賞）
- 日本プロスポーツ大賞 特別賞（2008年）[72]
- ベスト・ファーザー イエローリボン賞 in 「プロ野球部門」（2008年）
- 桐生市民栄誉賞（2009年1月）

### 記録
NPB初記録
投手記録
- 初登板：1984年6月29日、対日本ハムファイターズ14回戦（西武ライオンズ球場）、9回表に2番手として救援登板・完了、1回無失点
- 初奪三振：同上、9回表に五十嵐信一から
- 初先発登板：1984年7月5日、対ロッテオリオンズ14回戦（西武ライオンズ球場）、8回2失点
- 初完投：1984年7月19日、対阪急ブレーブス19回戦（西武ライオンズ球場）、6回1失点（雨天コールド）
- 初勝利・初先発勝利・初完投勝利：1984年8月18日、対ロッテオリオンズ18回戦（西武ライオンズ球場）、9回2失点
- 初セーブ：1985年5月17日、対阪急ブレーブス7回戦（西武ライオンズ球場）、8回表に4番手として救援登板・完了、2回無失点
- 初完封勝利：1986年5月26日、対近鉄バファローズ8回戦（西武ライオンズ球場）

打撃記録
- 初安打：1992年10月10日、対日本ハムファイターズ25回戦（西武ライオンズ球場）、3回裏に金石昭人から左前安打

NPB節目の記録
- 1000投球回：1990年5月22日、対日本ハムファイターズ5回戦（東京ドーム）、1回裏三死目に達成
- 1000奪三振：1991年10月2日、対ロッテオリオンズ24回戦（西武ライオンズ球場）、3回表に佐藤兼伊知から ※史上83人目
- 1500投球回：1993年4月10日、対福岡ダイエーホークス1回戦（西武ライオンズ球場）、4回表二死目に達成
- 100勝：1993年5月12日、対オリックス・ブルーウェーブ5回戦（西武ライオンズ球場）、9回1失点完投勝利 ※史上106人目
- 1500奪三振：1996年7月9日、対日本ハムファイターズ15回戦（東京ドーム）、6回裏にバーナード・ブリトーから ※史上40人目
- 2000投球回：1997年6月14日、対日本ハムファイターズ13回戦（西武ライオンズ球場）、4回表一死目に達成

NPBその他の記録
- 最多奪三振：1回（1986年）※当時連盟表彰なし、パシフィック・リーグでは、1989年より表彰
- ノーヒットノーラン：1996年6月11日、対オリックス・ブルーウェーブ12回戦（西武ライオンズ球場） ※史上63人目
- オールスターゲーム出場：6回（1985年、1986年、1988年、1989年、1990年、1992年）

日本シリーズ
- 6連勝（1986年第6戦 - 1993年第3戦） ※シリーズ記録
- 2試合連続完封勝利（1990年第1戦、1991年第3戦） ※シリーズタイ記録
- 通算6暴投 ※シリーズ記録
- 1シリーズ2暴投（1988年、1993年） ※シリーズタイ記録、2度記録したのは渡辺のみ
- 1試合2暴投（1988年第1戦） ※シリーズタイ記録

### 背番号
- 41（1984年 - 1997年、1999年 - 2001年）
- 21（1998年）
- 74（2004年 - 2007年）
- 99（2008年 - 2013年）
- 72（2024年5月27日 - 同年終了）

## 関連情報

### 著書
- 『寛容力 〜怒らないから選手は伸びる〜』（講談社 2008年11月11日） ISBN 978-4062150002

### DVD
- 『プロ野球の練習法から ―新しい「理論」と「実践」を指導―』（ティアンドエイチ株式会社 2003年）